# لیگ دسته اول فوتبال کوزوو
لیگ دسته اول فوتبال کوزوو (آلبانیایی: Liga e Parë e Futbollit të Kosovës) دومین لیگ معتبر فوتبال در کشور کوزوو است که در سال ۱۹۹۹ بنیان‌گذاری شده و زیر نظر فدراسیون فوتبال کوزوو برگزار می‌شود.